# Sorèze
Sorèze település Franciaországban, Tarn megyében. Lakosainak száma 2978 fő (2022. január 1.). Sorèze Les Brunels, Saissac, Revel, Arfons, Belleserre, Cahuzac, Les Cammazes, Durfort és Saint-Amancet községekkel határos.

## Népesség
A település népessége az elmúlt években az alábbi módon változott:
| Lakosok száma | 2715 | 2774 | 2878 | 2836 | 2869 | 2903 | 2938 | 2963 | 2978 |
|               | 2013 | 2015 | 2016 | 2017 | 2018 | 2019 | 2020 | 2021 | 2022 |